# Пернілла Віттунг-Стафсгеде
Пернілла Віттунг-Стафсгеде (швед. Pernilla Wittung-Stafshede; до шлюбу Wittung, нар. 31 серпня, 1968, Умео, Швеція) — шведський біофізик, хімік, викладачка університету, професор хімічної біології в Технологічному університеті Чалмерса в Гетеборзі.

## Освіта
Пернілла Віттунг-Стафсгеде отримала ступінь магістра наук інженерії в Технологічного університеті Чалмерса і доктора в тому ж університеті в 1996 році з біофізичної хімії під керівництвом Бенгта Нурдена, з дисертацією під назвою Інтелектуальні взаємодії нуклеїнових кислот з пептидних нуклеїнових кислот і в рекомбінації білків.

## Наукова робота
Після здобуття ступеня кандидат наук працювала 12 років у США в Каліфорнійському технологічному інституті, Інституті Бекмана в Пасадені, Каліфорнія (1997—1998), Університеті Тулейна в Новому Орлеані, Луїзіана (1999—2003) і Університеті Райса в Г'юстоні, Техас (2004—2008).
У 2008 році повернулася до Швеції на посаду професора в університет Умео. З вересня 2015 року була професором Технологічного університету Чалмерса і є керівницею відділу хімічної біології. Вона керує дослідницькою групою, яка фокусується на біофізичних властивостях білків; як білки, що транспортують метал, так і білки, які неправильно згортаються і накопичуються. Дослідження є фундаментальною наукою, але має зв'язки з такими захворюваннями, як хвороба Альцгеймера, Паркінсона та рак.
У 2010 році Пернілла Віттунг-Стафсгеде була однією з 10 дослідників у Швеції, призначених як стипендіати Валленберга, з п'ятирічним грантом, наданим Фондом Кнута та Аліси Валленберг.
У 2017 році була обрана до ради біофізичного товариства (БПС). Це було вдруге для шведського вченого; першим був Арне Енгстрем 1960—1963.
У 2016 році була гостьовою блогеркою вебжурналу Кюрі.

## Нагороди та відзнаки
Пернілла Віттунг-Стафсгеде отримала ряд нагород і премій.
До них належать:
- Національна премія Fresenius у 2003 році, присуджена Американським хімічним товариством Phi Lambda Upsilon для молодих відомих дослідників хімії.[13]
- Премія з хімії ім. Г. Густафсона в 2009 р. Нагороджено Фондом Горана Густафсона та Королівською шведською академією наук .[14]
- Премія Уолмарк в 2009 році, нагороджена Королівською шведською академією наук.[14]
- Стипендіат STIAS у 2013 році нагороджена Інститутом перспективних досліджень Стелленбоша, Південна Африка.[15]
- Выдзнака Сванте Арреніуса в 2016 році, нагороджена Шведським хімічним товариством у співпраці з Королівською шведською академією наук.[16]
- Обрана до Королівської шведської академії наук, 2016.[17]
- Обрана до Королівського товариства мистецтв і наук у Гетеборзі, 2016 р.[18][19]

### Наукові статті
Пернілла Віттунг-Стафшеде опублікувала понад 200 наукових статей у рецензованих журналах (січень 2017).

### Дискусійні статті
- Чи вирішено ґендерний розрив у ліберальній Швеції? Дискусійна стаття, опублікована на сайті STEM Women.
- Академія у Швеції не така рівна, як ви думаєте. Дискусійна стаття шведською мовою у вебжурналі Шведської дослідницької ради Кюрі.